# Asahi (cuirassé)
Pour les articles homonymes, voir Asahi.
L’Asahi (朝日) est un cuirassé pré-dreadnought de la Marine impériale japonaise, construit et lancé à la fin des années 1890.
Il participe aux principales batailles de la guerre russo-japonaise mais ne combat pas lors de la Première Guerre mondiale. 
En 1921 il est redésigné en navire de défense côtière puis désarmé à la suite du traité naval de Washington pour prendre le rôle de navire d'entrainement et de ravitailleur de sous-marins, pour finir mis en réserve à partir de 1928.
Il reprend du service en 1937 pour la guerre sino-japonaise en tant que navire de transport de troupes, et est reconvertir en navire de réparation en 1938. Il finit coulé par l'USS Salmon durant la guerre du Pacifique en mai 1942.